# 上巳节
上巳節，俗稱三月三、三月節、三日節，是源於中國的傳統節日，也見於漢字文化圈其他地區。該節日在漢代以前定為三月上旬的巳日，後來固定在農曆三月初三，有些人在三月初三有掃墓習俗，順便踏青，故又稱小清明、古清明。

## 歷史
據記載，春秋時期上巳節已在流行。而「上巳」一詞最早出現在漢初的文獻。這個節日在漢代以前有個很獨特的風俗，它同時是政府為男女青年舉辦的狂歡節，《周禮·地官·媒氏》：「中春之月，令會男女。於是時也，奔者不禁。司男女之無夫家者而會之。」。其中的「奔」便是指男女於戶外各自約會，在河邊的男男女女除了臨水沐浴，此時於聚會期間的私情歡愛並不算違反常禮規範。
上巳节也有源于兰汤辟邪的巫术活动之说，用兰汤以驱除邪气。兰草被用作灵物，有香气袭人的特点，古人在举行重大祭神仪式前，须先进行斋戒，其中包括当时最好的洗浴方式“兰汤沐浴”。
三月三又叫女儿节，也叫“桃花节”，是一种古代汉族少女的成人礼，一般在这个日子举行成人礼“笄礼”。女儿们“上巳春嬉”，临水而行，在水边游玩采兰，着新装，踏歌起舞，以驱除邪气。
上巳節也是古代舉行「祓除畔浴」活動中最重要的節日。《論語》：「暮春者，春服既成，冠者五六人，童子六七人，浴乎沂，風乎舞雩，詠而歸。」就是寫當時的情形。
魏晋以后，由于当时社会中崇尚自然、纵情山水的风尚，上巳节祓除的意义大大减弱，而迎春赏游之意越发浓郁。西晋《夏仲御别传》形容上巳时的洛阳“男则朱服耀路，女则锦绮粲烂”。上巳节的节期定在了阴历三月三日。至此，上巳节逐渐演化为皇室贵族、士大夫、文人雅士等临水宴饮的节日，并由此而派生出上巳节的另外一项重要习俗——曲水流觞，即禊饮。
近代以來，三月三日上巳节逐漸销声匿迹，但在中國南方的西南部分地区依旧流传。

## 習俗
上巳节即春浴日，祓即祓除疾病，清洁身心。禊為修整、净身，又有驅除災厄的意思。上巳春浴的习俗源于周代水滨祓禊，后由朝廷主持，并专派女巫掌管此事，成为官定假日。祓除畔浴，修禊之事，既是清潔身體，也是去除身上的晦氣。 据《晋书·礼仪》记载：“汉仪季春上巳，官及百姓皆禊于东流水上……” 《后汉书》中有云：“是月上巳，官民皆洁于东流水上，曰洗濯，祓除去宿垢疢为大洁”，文中说的即是以流水洁净身体、让灾厄与疾病随水同去的一种风俗。
此外，祓禊还有祈求生育之意。相传殷商部族的祖先契就是其母祓禊后所生。《史记·殷本纪》记载，“殷契，母曰简狄，有娀氏之女，为帝喾次妃。三人行浴，见玄鸟堕其卵，简狄取吞之，因孕生契。”后世甚至尊简狄为生育之神。
這天也是文人臨水宴飲、吟詩作賦的節日，並會舉行曲水流觴遊戲，最著名的是王羲之蘭亭之會。
曲水流觞，也叫临水浮卵（临水浮卵最为古老，是将煮熟的鸡蛋放在河水中，任其浮移，谁拾到谁食之。）曲水流觞称之为“流杯曲水之饮”。所谓“流杯”，就是投杯于水的上游，听其随波而下，止于某处，则其人取而饮之。故溪流则要弯曲才行。《荆楚岁时记》“士民并出江渚池沼间，为流杯曲水之饮。”众人坐于环曲的水边，把盛着酒的觞置于流水之上，任其顺流漂下，停在谁面前，谁就要将杯中酒一饮而下，并赋诗一首，否则罚酒三杯。魏明帝曾专门建了一个流杯亭，值得一提的是，曲水流觞的风景要很雅，除了初期在自然的水边外，混合着自然的美景，魏晋以来由于文人文化的兴起，贵族多在优雅的庭院，庄严的宅院里，假亭山石，人工弯弯的曲水。人们整齐的正座于草上席塌，摆上屏风，还有持扇的侍从，设有香炉等。喝水后写诗，应人相对。
射雁司蚕，上巳节期间进行的一种弋射活动，即利用一种带丝线的箭射击野雁，射中后即索丝而取雁。这种雁与其说是猎物，莫如说是送礼的最好赠品。南方劳动妇女则开始育蚕，采桑喂蚕。
春遊踏青也是上巳節的習俗，杜甫《丽人行》：“三月三日天气新，长安水边多丽人。”人們又會野餐、採花。是青年男女自由戀愛的好時機。
在古代，此時野合有所不禁，後漸禁止。宋代以後理學盛行，禮教森嚴，上巳風俗在漢人文化中可說是幾乎難得一見。不過在偏遠地區偶有出現，如清光緒《善化縣志》中就有記載。

## 各族情況

### 漢族
郊外游春，泡温泉，吃花煎，喝花茶，吃乌米饭，互赠香草（因古人认为，香草有驱邪之功，于身体大有裨益。）
中国传统中历代祭祀伏羲與女娲的太昊陵庙会（又称人祖庙会）也于农历三月三结束。
在臺灣、閩南則有部分人士會選在三月初三掃墓，兼具踏青、除去不祥的意思。連雅堂《台灣通史》：「三月初三日，古曰上巳，漳州人謂之三日節，祀祖祭墓。而泉州人以清明祭墓，謂之嘗墓。」近年一些上巳節習俗式微的漢族地區也有復興上巳節的趨勢，亦因為有春遊踏青、男女相會談情的傳統，部份人認為相比傳統沒有約會習俗的七夕，上巳節更適合稱為「中國情人節」。
一些地方的漢族在三月三也保存有特殊的習俗，如湖南等地有「三月三，地（薺）菜煮雞蛋」的傳統，而安徽等地有吃粑粑的傳統。

### 朝鲜族

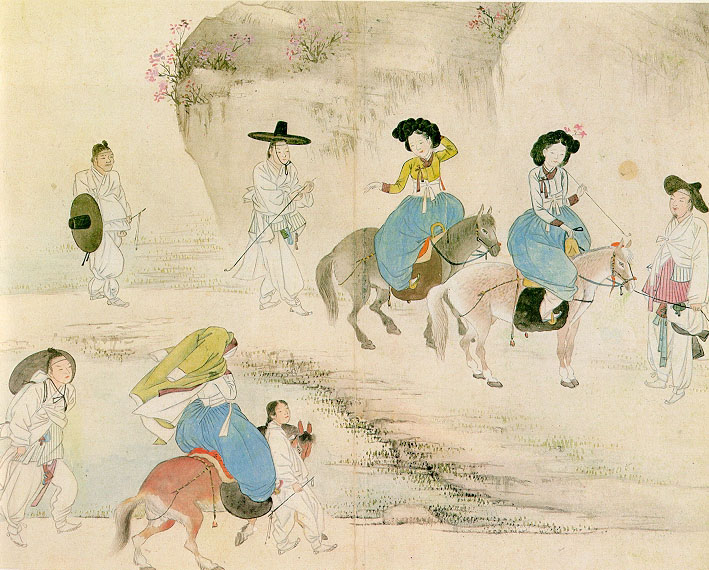
《蕙園風俗圖帖》中的《年少踏青》描述朝鮮王朝上巳節的情景

朝鮮半島及朝鮮族的傳統節日，在每年農曆三月初三，由中國傳入，但已發展成具有本土特色的節日。
人們會在這天踏青，又會吃杜鵑花煎，還會玩花煎戲。

### 大和族
在日本，上巳（じょうし/じょうみ）屬於「五節句」之一的「桃之節句」（桃の節句），亦是雛祭（雛祭り）。不過在明治維新後，這個節慶被移送到西曆的3月3日舉行。
一些地區也會在神社或公園舉行曲水流觴活動，

### 琉球族
在琉球，婦女會在海邊沐浴，祈求健康。

### 京族
越南把上巳節和寒食節合併為一個節日，有吃湯圓的習俗。

### 其他

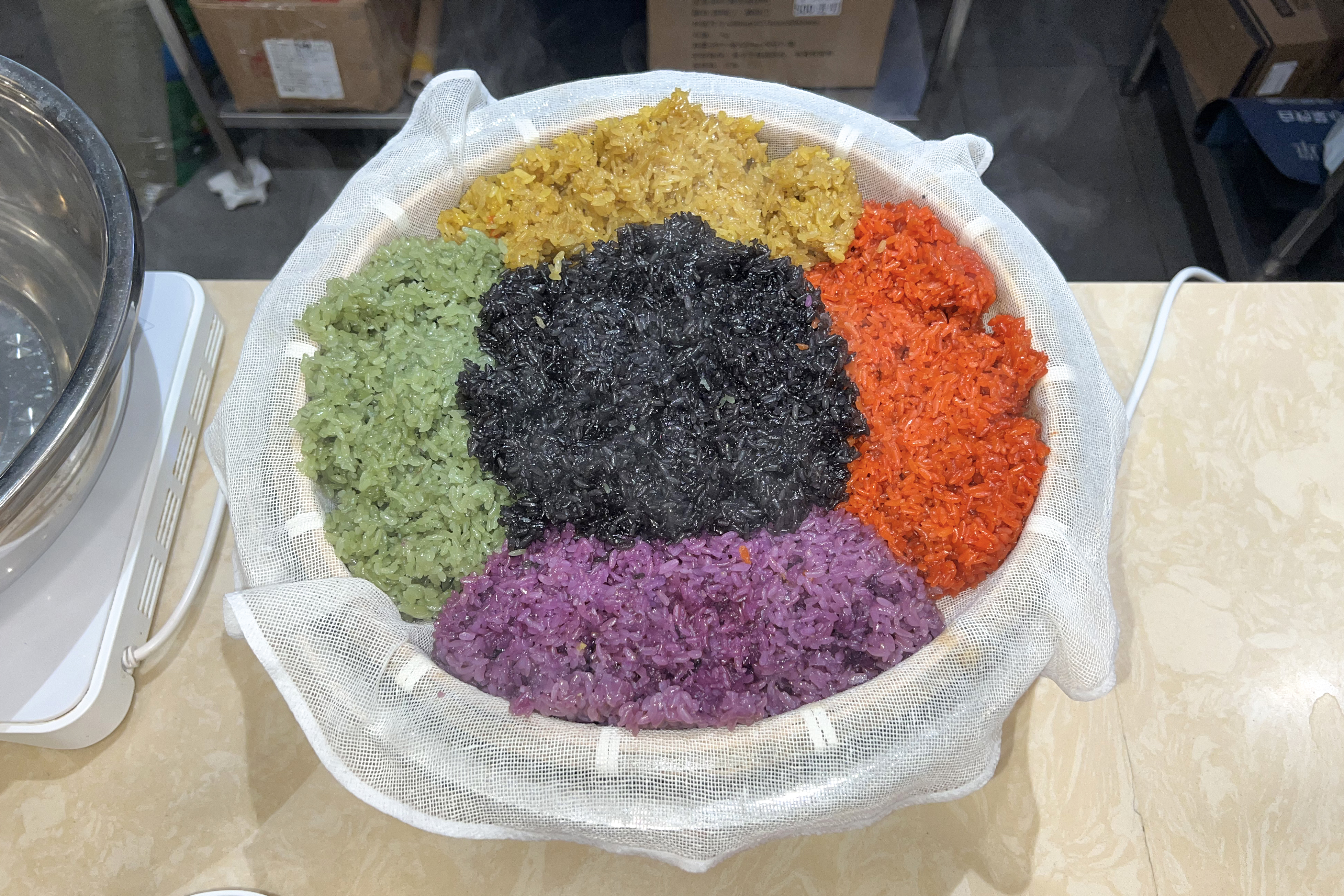
五色糯米饭为壮族三月三的节令食物

苗族、土家族、黎族、壯族等都在這一天舉行盛大的活動。「三月三」是壯族、侗族、苗族等的傳統歌唱節日，海南省将三月三定为本省黎族、苗族传统节日，节日放假的具体办法由民族自治地方规定。而广西壮族自治区自2014年起更将三月三设为地方性法定假日，全区放假两天。
分布于福建、浙江等地的畲族的亦有“三月三”节日，它是稻穀的生日。是日畲族家家户户都吃传统的乌米饭。雲南大理三月三日舉行的潑水活動中，還可看到古時上巳節祓禊之俗的影子。

### 引用
1. ↑  .   [2020-03-25]. （原始内容存档于2021-09-02）.
2. ↑  .   [2016-04-09]. （原始内容存档于2021-05-18）.
3. ↑  .   [2019-03-17]. （原始内容存档于2021-09-02）.
4. ↑  .   [2020-03-25]. （原始内容存档于2021-10-23）.
5. ↑  .   [2020-03-25]. （原始内容存档于2021-09-02）.
6. ↑  《周禮》鄭玄註：「歲時祓除，如今三月上巳如水上之類」。
7. ↑  . 中国政府网. 2007年11月15日  [2014-04-02]. （原始内容存档于2019-05-02） （中文（中国大陆））.
8. ↑  .   [2011-04-01]. （原始内容存档于2017-08-11）.
9. ↑  .   [2017-08-10]. （原始内容存档于2017-08-11）.
10. ↑  .   [2016-06-21]. （原始内容存档于2020-04-28）.
11. ↑  . www.hainan.gov.cn.   [2023-04-23].
12. ↑  . 新华网. 2014-04-02  [2015-04-17]. （原始内容存档于2015-04-19）.
13. ↑  . 南宁铁路局. 2015-04-15  [2015-04-17]. （原始内容存档于2015-04-17）.

### 書籍
- 龍海清 (编). . 甘肅人民出版社. 2003年.
- 刘晓峰. . （原始内容存档于2020-04-02）.

## 延伸阅读
[在维基数据编辑]
 《欽定古今圖書集成·曆象彙編·歲功典·上巳部》，出自陈梦雷《古今圖書集成》